# سيدني لامب
سيدني لامب (بالإنجليزية: Sydney Lamb)‏ هو لغوي أمريكي، ولد في 4 مايو 1929 في دنفر في الولايات المتحدة.

## وصلات خارجية
- سيدني لامب على موقع الموسوعة البريطانية (الإنجليزية)